# Claustropyga
Claustropyga is een muggengeslacht uit de familie van de rouwmuggen (Sciaridae).

## Soorten
- C. abblanda (Freeman, 1983)
- C. acanthostyla (Tuomikoski, 1960)
- C. aperta Hippa & Vilkamaa & Mohrig, 2003
- C. brevichaeta (Mohrig & Antonova, 1978)
- C. clausa (Tuomikoski, 1960)
- C. corticis (Mohrig & Antonova, 1978)
- C. ctenophora Hippa & Vilkamaa & Mohrig, 2003
- C. heteroclausa (Rudzinski, 1991)
- C. janetscheki (Mohrig & Röschmann, 1993)
- C. obtusidens Hippa, Vilkamaa & Mohrig, 2003
- C. refrigerata (Lengersdorf, 1930)
- C. subcorticis (Mohrig & Krivosheina, 1985)